# Орхидные
Орхи́дные, или Ятры́шниковые, также Орхиде́и (лат. Orchidáceae) — крупнейшее семейство однодольных растений. Более чем для 10 % представителей семейства характерен CAM-фотосинтез.
Орхидные — древнее семейство, появившееся в позднемеловую эпоху.

## Название
Название «орхидея» произошло от др.-греч. ὄρχις — яичко (человека или другого млекопитающего) из-за формы корневища.

## Классификация
Классификация орхидных основана главным образом на строении их колонки и характера расположения пыльника и рыльца. Новую систему орхидных разработал американский учёный Р. Л. Дресслер: он разделяет семейство Орхидные на 5 подсемейств, 22 трибы и 70 подтриб.
|  | Vanilloideae: 15 родов и 180 видов                                                                                                |
|  | |
|  | \| \| Epidendroideae: более чем 500 родов и около 20 000 видов \| \| \| \| \| \| Orchidoideae: 208 родов и 3630 видов \| \| \| \| |
|  | |
|  | Epidendroideae: более чем 500 родов и около 20 000 видов                                                                          |
|  | |
|  | Orchidoideae: 208 родов и 3630 видов                                                                                              |
|  | |

|  | Epidendroideae: более чем 500 родов и около 20 000 видов |
|  |                                                          |
|  | Orchidoideae: 208 родов и 3630 видов                     |
|  |                                                          |

|  | Vanilloideae: 15 родов и 180 видов                                                                                                |
|  | |
|  | \| \| Epidendroideae: более чем 500 родов и около 20 000 видов \| \| \| \| \| \| Orchidoideae: 208 родов и 3630 видов \| \| \| \| |
|  | |
|  | Epidendroideae: более чем 500 родов и около 20 000 видов                                                                          |
|  | |
|  | Orchidoideae: 208 родов и 3630 видов                                                                                              |
|  | |

|  | Epidendroideae: более чем 500 родов и около 20 000 видов |
|  |                                                          |
|  | Orchidoideae: 208 родов и 3630 видов                     |
|  |                                                          |

|  | Vanilloideae: 15 родов и 180 видов                                                                                                |
|  | |
|  | \| \| Epidendroideae: более чем 500 родов и около 20 000 видов \| \| \| \| \| \| Orchidoideae: 208 родов и 3630 видов \| \| \| \| |
|  | |
|  | Epidendroideae: более чем 500 родов и около 20 000 видов                                                                          |
|  | |
|  | Orchidoideae: 208 родов и 3630 видов                                                                                              |
|  | |

|  | Epidendroideae: более чем 500 родов и около 20 000 видов |
|  |                                                          |
|  | Orchidoideae: 208 родов и 3630 видов                     |
|  |                                                          |

|  | Vanilloideae: 15 родов и 180 видов                                                                                                |
|  | |
|  | \| \| Epidendroideae: более чем 500 родов и около 20 000 видов \| \| \| \| \| \| Orchidoideae: 208 родов и 3630 видов \| \| \| \| |
|  | |
|  | Epidendroideae: более чем 500 родов и около 20 000 видов                                                                          |
|  | |
|  | Orchidoideae: 208 родов и 3630 видов                                                                                              |
|  | |

|  | Epidendroideae: более чем 500 родов и около 20 000 видов |
|  |                                                          |
|  | Orchidoideae: 208 родов и 3630 видов                     |
|  |                                                          |

## Распространение
В наше время орхидные найдены на всех континентах, кроме Антарктиды. Большинство видов сосредоточено в тропических широтах. Здесь, в областях с коротким сухим сезоном и высоким уровнем осадков они находят наиболее благоприятные условия для своего роста. Своеобразие флоры орхидных на разных континентах — характерная черта их распространения.
Орхидные умеренных широт — многолетние наземные травы с подземными корневищами или клубнями, а в тропиках шире всего представлены эпифитные орхидные.
В умеренном поясе флора орхидных гораздо беднее, чем в тропических широтах. На умеренные широты Северного полушария приходится только 75 родов (10 % от общего количества) и 900 видов (4,5 %). Ещё меньше — 40 родов и 500 видов — встречаются в южном умеренном поясе.
Для территории России, вместе с республиками бывшего Советского Союза, приводится 419 видов, относящихся к 49 родам.

## Строение

1 — губа,
2 — лепестки (петалии),
3 — чашелистики (сепалии)

Листья орхидных простые и очерёдные.
Цветки, как правило, собраны в кистевидные или колосовидные соцветия, реже цветки одиночные (венерин башмачок, каттлея). Цветки трёхчленные, с двойным околоцветником. Чашелистики одинаковые, а из трёх лепестков средний (морфологически верхний) сильно отличается от остальных, образуя губу. Губа нередко имеет длинный вырост назад, заполненный нектаром, — шпорец. Поскольку для опыления наиболее удобно положение «губой вниз», у наземных орхидных в процессе развития происходит перекручивание (ресупинация) цветка. Эпифитным орхидным, имеющим свешивающиеся соцветия, ресупинация не требуется.
Почти от всех известных цветковых растений представители семейства отличаются срастанием нитей тычинок, которых может быть одна, две или очень редко три, со столбиком гинецея в так называемую колонку, или гиностемий, — такое специфическое образование встречается, помимо орхидных, только у представителей семейства Раффлезиевые (Rafflesiaceae).

Формула цветка: {\displaystyle \uparrow Ca_{3}\;Co_{3}\;A_{3-1}\;G_{\overline {(3)}}}

Для семейства характерны значительная редукция андроцея; слияние пыльцевых зёрен в гнёздах пыльника в поллинии, которые достигают очень сложного строения; резкая зигоморфия цветка обычно при сохранении трёх листочков наружного и трёх листочков внутреннего кругов околоцветника или при их частичном или полном срастании; одногнёздная или очень редко трёхгнёздная завязь, состоящая из трёх плодолистиков. Завязь нижняя, содержит очень большое число мелких семяпочек.

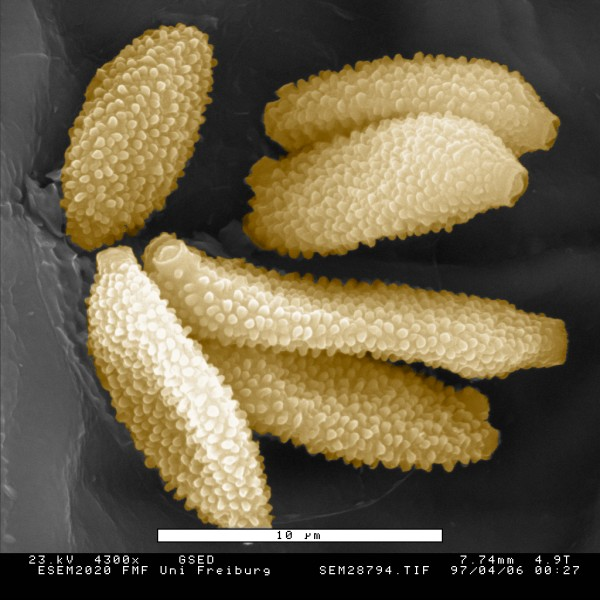
Пыльца орхидеи под микроскопом

Механизмы опыления у орхидных отличаются большим разнообразием и оригинальностью. Как правило, целью опыления является прикрепление к насекомому-опылителю поллиниев, которые затем переносятся на другие цветки. У башмачков губа устроена по типу ловушки, попав в которую насекомое невольно производит опыление. У ятрышников и любок насекомое в поисках нектара натыкается на липкие ножки поллиниев, которые прикрепляются к его голове в виде рожек. Эти рожки за несколько минут загибаются так, что при следующем посещении цветка попадают точно на рыльце пестика. У офрис цветки имитируют вид и запах самок одиночных пчёл, привлекая в качестве опылителей самцов этих насекомых. У тропических катасетумов поллинии выстреливаются в сторону насекомого-опылителя, как только оно задевает за выросты колонки. Цветки некоторых орхидей дрожат при порыве ветра, имитируя насекомых-жертв для опыляющих их цветки насекомых-хищников; у других подвижна губа, опрокидывающая опылителя на пыльник; третьи одурманивают насекомых специфическим запахом и т. п. Цветение орхидных продолжается, как правило, несколько месяцев.
Плод — сухая коробочка, раскрывающаяся 3 (6) створками, или ягода; крайнее упрощение строения семян при значительном увеличении их числа. Коробочка содержит множество пылевидных семян, распространяющихся при помощи ветра. Двойного оплодотворения у орхидных нет, эндосперм не образуется, и поэтому для прорастания семян обязательно необходимо их заражение микоризным грибом.
Очень характерно формирование суккулентных, более или менее укороченных стеблей — так называемых псевдобульб, или туберидиев.

### Особенности организации гинецея
Гинецей орхидных состоит из трёх плодолистиков. Они образуют нижнюю завязь. У большинства видов она паракарпная, однокамерная, с париэтальной плацентацией. У наиболее примитивных орхидных — Apostasia, Neuwiedia (Apostasioideae) и некоторых более продвинутых таксонов из подсемейства Cypripedioideae — Phragmipedium, Selenipedium обнаружена синкарпная трёхгнёздная завязь с аксиальной плацентацией.

### Особенности организации андроцея
В основе андроцея орхидных лежит трёхчленный двухкруговой «лилейный» тип. Андроцей у ныне живущих орхидных претерпел кардинальные изменения по нескольким параметрам от этого исходного типа.
Число фертильных тычинок. Из шести фертильных тычинок андроцея лилейных лишь у наиболее примитивных орхидных осталось три: одна — из внешнего и две — из внутреннего кругов андроцея (Neuwiedia, Apostasioideae). Две фертильные тычинки внутреннего круга имеют виды подсемейства Cypripedioideae. У подавляющего большинства остальных видов семейства имеется лишь одна фертильная тычинка внутреннего круга.

### Особенности строения семени

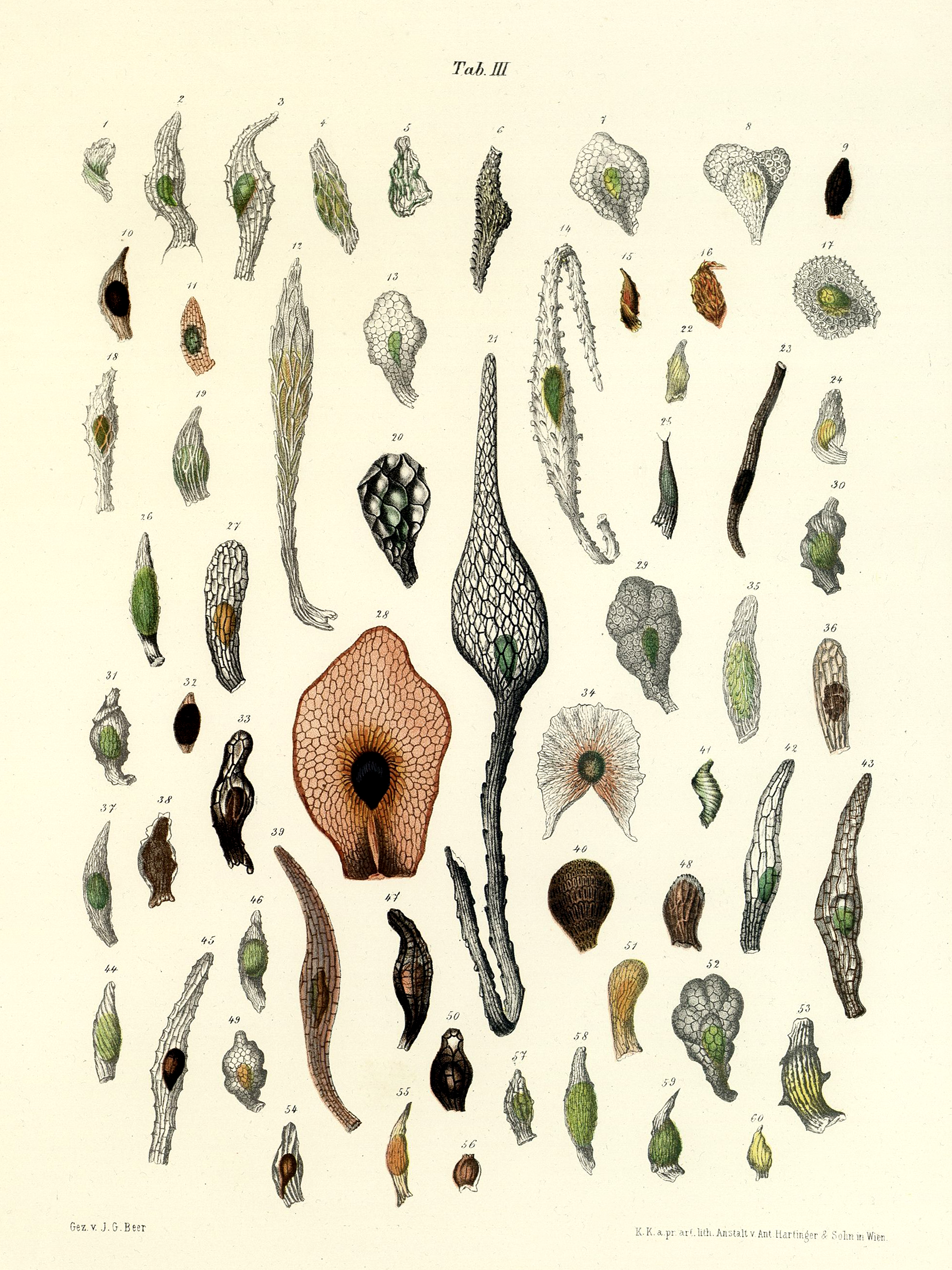
Семена орхидей. Ботаническая иллюстрация из книги «Beiträge zur Morphologie und Biologie der Familie der Orchideen», 1863

Орхидеи имеют крошечные пылевидные семена. Их размеры колеблются в пределах 0,35—3,30 мм в длину и 0,08—0,30 мм в ширину. Ещё мельче зародыш — 0,05—0,26 мм в длину и 0,04—0,19 мм в ширину.
Эндосперм у орхидных претерпел сильные редукционные изменения. Он полностью отсутствует в зрелых семенах, вероятно, у всех представителей этого семейства. Некоторые зачатки эндосперма можно обнаружить лишь на ранних стадиях эмбриогенеза. Только у одной трети из эмбриологически изученных видов наблюдается образование многоклеточного (до 2—10 ядер) эндосперма. У многих видов образуется только первичное ядро эндосперма, которое дегенерирует без дальнейшего деления и абсорбируется развивающимся зародышем.

### Семенная продуктивность
Орхидеи являются бесспорными лидерами среди цветковых растений по уровню семенной продуктивности. В одной коробочке у них может образовываться до четырёх миллионов семян.

### Жизненные формы

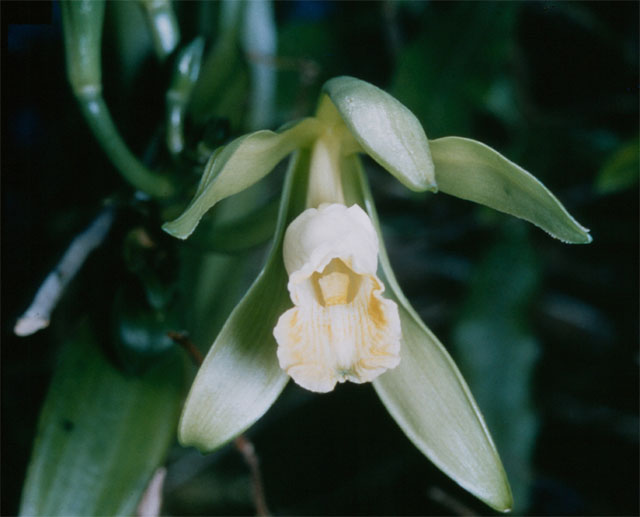
Vanilla planifolia

Из жизненных форм доминируют многолетние травы, реже встречаются небольшие кустарники и крупные одревесневающие лианы. Наряду с автотрофными нередко встречаются сапрофитные формы.
Среди тропических видов в оранжерейных условиях выращивания нередко наблюдаются «долгожители» по 70 и более лет. Размеры у орхидных колеблются от нескольких миллиметров до 35 метров (Vanilla planifolia).
По характеру субстрата произрастания различают эпифиты, литофиты и наземные орхидные. Большинство орхидей — эпифиты. Литофиты и наземные жизненные формы составляют значительно меньшую группу. Они распространены преимущественно в умеренных широтах.
Все орхидные вступают в симбиоз с микоризообразующими грибами, которые поставляют растению воду и минеральные соли, получая взамен органические вещества. Есть также микотрофные орхидные, лишённые хлорофилла и фактически паразитирующие на грибе-симбионте (например, гнездовка, а также австралийская орхидея криптантемис, цветущая под землёй). Эпифитные орхидные, как правило, развивают многочисленные воздушные корни, лишённые волосков, зато снабжённые специализированной всасывающей тканью — веламеном. У некоторых эпифитных орхидных листья редуцируются, а функцию фотосинтеза принимают на себя уплощённые зелёные корни (фаленопсис).

## Биология

### Характер взаимоотношений с грибами
Зародыш в зрелых семенах орхидных полностью лишён эндосперма. Клетки зрелого зародыша содержат только белки и жироподобные вещества. Крахмальные зёрна полностью исчезают из клеток зародыша ко времени его созревания (Андронова, 1988). Таким образом, в зрелых семенах орхидных отсутствуют запасы углеводов, обеспечивающих энергетику делящихся клеток. Это обусловливает неспособность семян у подавляющего большинства видов орхидных к самостоятельному прорастанию без притока органических веществ извне.
Его прорастание и дальнейшее постсеменное развитие полностью обеспечивается за счёт определённых микоризообразующих грибов, которые проникают в семена. Иногда, если гриб окажется «сильнее» семечка орхидеи, он убивает его, но чаще орхидея и гриб живут в симбиозе. Некоторые орхидеи так приспособились к грибам, что могут жить без света под землёй, например гнездовка.

### Система опыления

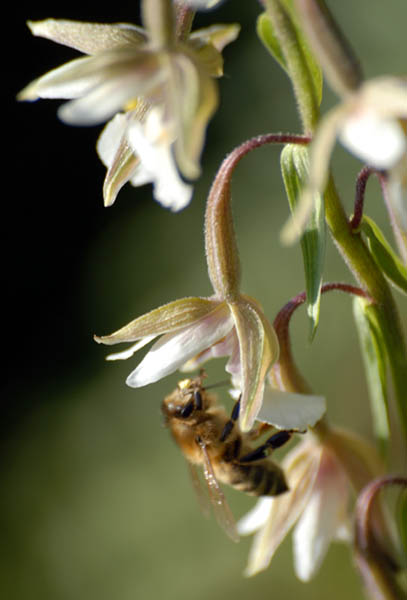
Медоносная пчела (Apis mellifera) опыляет Дремлик болотный (Epipactis palustris)

Система опыления у орхидных отличается высоким разнообразием как по агентам опыления (опылителям), так и по способам привлечения (аттрактации) последних на цветки. Основную роль в опылении орхидных играют насекомые. Главная отличительная особенность системы опыления орхидных — агрегация всей пыльцы пыльника в компактные массы поллинии. Для надёжного прикрепления поллиниев к телу опылителей и успешного их переноса на рыльце у орхидных выработались разнообразные механизмы. Основные их типы были детально изучены и изложены Ч. Дарвином (1884) в его замечательном труде «Различные приспособления, при помощи которых орхидеи опыляются насекомыми».
Особый интерес для исследователей системы опыления у орхидных представляют способы привлечения (аттрактации) опылителей на цветки. Пыльца, собранная в поллиниях, не может быть использована насекомыми для выкармливания потомства. К тому же у подавляющего большинства видов орхидных в нектаро-собирающих структурах (шпорцах) отсутствует нектар. Поэтому на безнектарные цветки орхидных насекомые-опылители привлекаются различными способами обманной аттрактации. У орхидных принято выделять следующие основные синдромы обманной аттрактации: сексуальное привлечение (pseudocopulation), цветковая мимикрия (flower mimicry), обман неопытных опылителей. Это разделение весьма условно, так как у многих видов орхидных нередко бывают задействованы сразу несколько способов обмана.

#### Сексуальное привлечение
Сексуальный синдром привлечения опылителей в настоящее время известен у ряда родов орхидных Евразии (Ophrys), Австралии (Caladenia , Chiloglottis, Cryptostylis, Drakaea и др.) и Центральной Америки. Наиболее детально он изучен у видов рода Ophrys.

#### Цветковая мимикрия
Цветковая мимикрия более широко распространена среди безнектарных орхидных. У орхидных с этим синдромом привлечения опылителей цветки или их отдельные части имитируют по окраске/форме/текстуре поверхности нектароносные цветки других растений или другие пищевые субстраты, используемые потенциальными опылителями.

#### Обман неопытных опылителей
Этот синдром в явной форме впервые был описан L. A. Nilsson (1980) у Dactylorhiza sambucina. Его характерными особенностями являются: яркий поисковый облик цветков/соцветий, наличие на губе ярких ложных указателей нектара (в виде контрастного рисунка или/и окрашенных папиллярных выростов), глубокий хорошо развитый шпорец.

### Особенности оплодотворения
После первых эмбриологических исследований орхидных была выдвинута гипотеза отсутствия у них двойного оплодотворения. Распространению этой гипотезы способствовал тот факт, что в зрелых семенах орхидных полностью отсутствует эндосперм. У орхидных неоднократно отмечены случаи невхождения второго спермия в центральную клетку зародышевого мешка. Нередко второй спермий входит в контакт с полярными ядрами и образует вместе с ними в центральной или базальной части зародышевого мешка ядерный комплекс (Навашин,1951; Савина, 1972). Однако примерно у одной трети видов орхидных наблюдается слияние второго спермия с центральной клеткой зародышевого мешка и образование первичной клетки эндосперма.

### Продолжительность жизни
В коллекции орхидных Королевского ботанического сада Кью содержатся 24 образца орхидей, сохранившихся с начала XX века (их возраст около 100 лет); возраст растений 130 видов превышает 50 лет, а возраст растений 500 видов превышает, по крайней мере, 20 лет.

## Гибридизация
Многие виды одного рода и даже представители различных родов легко скрещиваются между собой, образуя многочисленные гибриды, способные к дальнейшему размножению. Большинство гибридов, появившихся за последние 100 лет, создано искусственно с помощью целенаправленной селекционной работы.
Первое искусственное межвидовое опыление произвёл Джон Домини. В 1856 году была создана первая гибридная орхидея Calanthe dominii (Calanthe masuca × Calanthe furcata). Джон Домини работал в течение двадцати лет и произвёл около 25 гибридов, в том числе, в 1863 году, первый межродовый гибрид Laeliocattleya exoniensis (Cattleya mossiae × Laelia crispa).
На 2000 год существовало около 250 000 искусственных гибридов орхидей.
Правила и рекомендации по номенклатуре и регистрации гибридов и сортов орхидей основаны на положениях Международного кодекса ботанической номенклатуры и опубликованы в справочнике Номенклатура и регистрация орхидей.
Название гибрида состоит из трёх частей — родового названия (рода или гибридного рода), названия грекса (англ. grex) и названия культивара (клона) (пишется в кавычках). Например: Paphiopedilum maudiae «Queen» (Paphiopedilum lawrenceanum var. hyeanum × Paphiopedilum callosum var. sanderae).
Клоном в цветоводстве называется конкретный представитель грекса, а также его вегетативное потомство (в том числе полученное при помощи массового меристемного клонирования). Официальной международной регистрации подлежат именно грексы, в то время как клонам присуждаются различные награды многими национальными орхидными обществами. На клоны орхидей распространяются международные соглашения о сортах растений, в частности, преследуется фальсификация при продаже.
Названия межродовых гибридов создают из названий родов — партнёров по скрещиванию: Odontonia = Odontoglossum × Miltonia. Гибриды, созданные с использованием большого количества родов, иногда называют по имени селекционера: Vuylstekeara = Cochlioda × Miltonia × Odontoglossum (гибрид, зарегистрированный в 1911 году, назван в честь бельгийского садовода-селекционера C. Vuylsteke).
Аббревиатуры гибридных родов, используемых в промышленном и любительском цветоводстве, публикуются на сайте Королевского садоводческого общества. Последние изменения отражены в документе Alphabetical list of standard abbreviations of all generic names. occurring in current use in orchid hybrid registration as at 31st December 2007.
Одним из направлений селекционной работы является получение полиплоидных гибридов, для которых характерен относительно большой размер цветков. Наибольшее число полиплоидных гибридов зарегистрировано среди каттлей, ванд, фаленопсисов, цимбидиумов и у Dendrobium bigibbum.

## Хозяйственное значение и применение

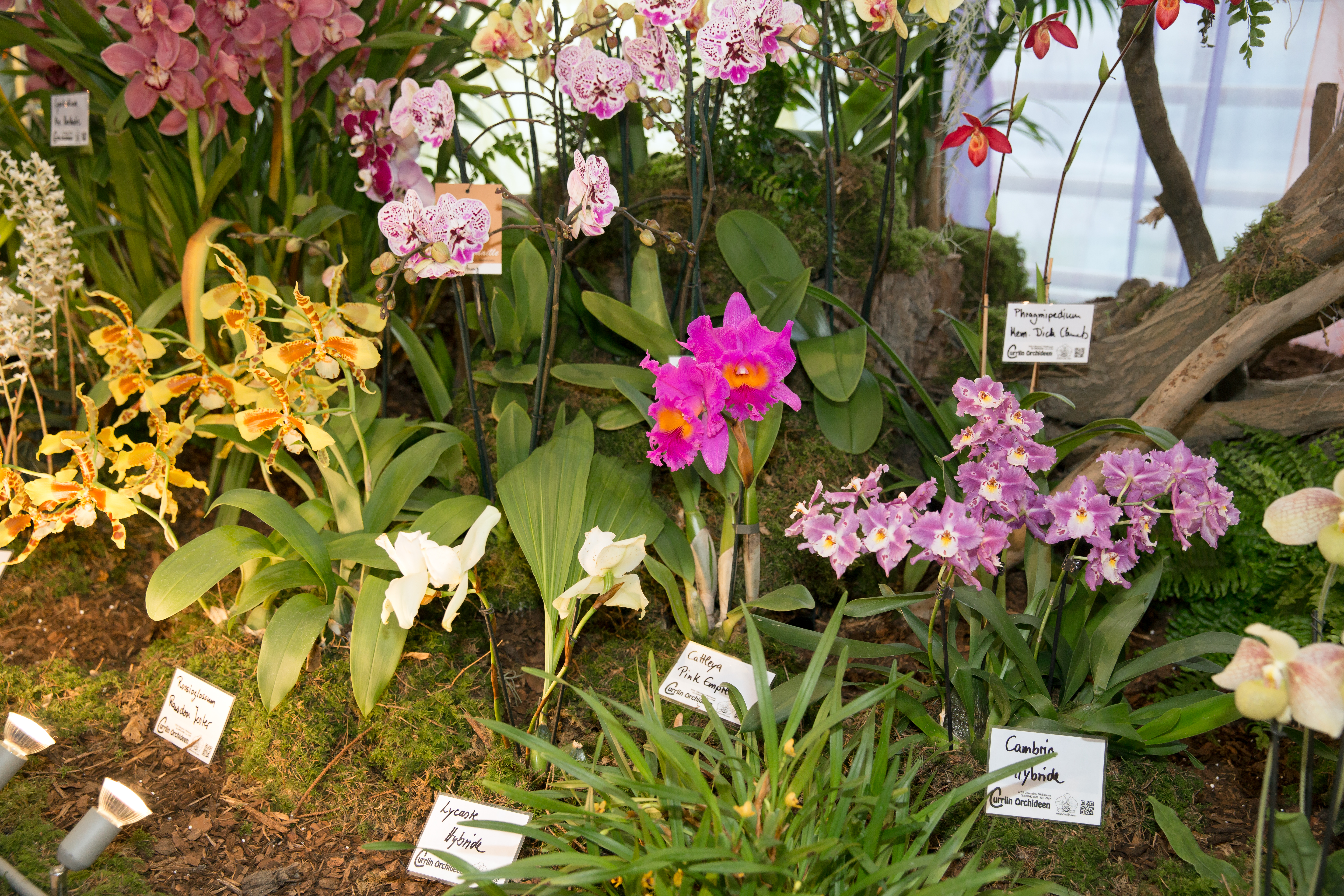
Различные декоративные орхидеи

Орхидеи известны в первую очередь как красивоцветущие декоративные растения, являются излюбленными оранжерейными растениями. Особую популярность снискали виды родов Каттлея, Дендробиум, Фаленопсис.
Плоды лианы ванили плосколистной (Vanilla planifolia) используются как ценная пряность («палочки ванили»).
Мясистые клубнекорни ряда орхидей (например, пальчатокоренника крапчатого (Dactylorhiza maculata), любки двулистной (Platanthera bifolia), кокушника длиннорогого (Gymnadenia conopsea), анакамптиса пирамидального (Anacamptis pyramidalis) и других) содержат крахмал и применяются в медицине под наименованием клубней салепа (или салепа) (лат. Tuber Salep) как обволакивающее средство и для питания ослабленных больных. В зависимости от морфологических особенностей клубнекорней различают круглый салеп и пальчатый салеп.

## В астрономии
В честь орхидеи назван астероид (1080) Орхида, открытый в 1927 году немецким астрономом Карлом Райнмутом в Гейдельбергской обсерватории.